# ジュ・テーム (石川ひとみのアルバム)
『ジュ・テーム』（Je t'aime）は、1982年6月に発売された石川ひとみの7枚目のオリジナルアルバムである。発売元はキャニオン・レコード／NAVレコード。

## 概要
LPレコードの帯コピーは「ひとみ…君の笑顔がまぶしい」
渡辺音楽出版から、石川の担当プロデューサー長岡和弘に対して、管理楽曲を歌わせるよう要請があったことを受けて制作されたアルバムである。シングル「ひとりじめ」「君は輝いて天使にみえた」を収録。フレンチ・ポップスをテーマに、フランスの楽曲3曲をカバーし収録している。書き下ろし作品もフレンチをイメージした楽曲が多い。石川は本アルバムについて当時、これまではサビに迫力のある歌が多かったが、今回は力むところがなく、明るくかわいい感じの曲が多い、とコメントしている。
LPジャケットの裏側には、1982年3月24日に東京都中野区の中野サンプラザで開催されたコンサートから、「守ってあげたい」「まちぶせ」を収録したライブ盤シングルが添付されている。また、LPの歌詞カードにはコンサート当日の会場での写真が掲載されている。
本作は2004年にリリースされた『78-83 ぼくらのベスト2 石川ひとみCD-BOX』で初めてデジタル音源化された。

## 収録曲

### LP／CT

#### Side A
1. パリからの便り
作詞：尾関昌也／作曲：尾関裕司／編曲：若草恵
2. その朝二人は…　Ma leçon d'amour
作詞・作曲：Yves Dessca-Alain Chamfort-Michel Paloy／訳詞：武衛尚子／編曲：葦沢聖吉
3. 彼女はモデラート
作詞：朝吹みどり／作曲・編曲：渡辺茂樹
4. 秋の行方
作詞：朝吹みどり／作曲・編曲：渡辺茂樹
5. ひとりじめ
作詞・作曲：天野滋／編曲：大谷和夫

#### Side B
1. 君は輝いて天使にみえた
作詞・作曲：天野滋／編曲：若草恵
2. モナムール・モナミ　Masculin Singulier
作詞・作曲：Jacques Revaux-Michel Mallory／訳詞：小泉長一郎／編曲：葦沢聖吉
3. 恋人失踪事件　Sois heureuse Rose
作詞・作曲：Salvatore Adamo／訳詞：武衛尚子／編曲：葦沢聖吉
4. 心あずけて
作詞：朝吹みどり／作曲・編曲：渡辺茂樹
5. あなたの天使
作詞：友井久美子／作曲：西島三重子／編曲：若草恵
  - 楽曲終了後にM-3「彼女はモデラート」の一節が短くフェードイン及びフェードアウトされる。

### ライブ盤シングル

#### Side A
1. 守ってあげたい
作詞・作曲：松任谷由実／編曲：渡辺茂樹

#### Side B
1. まちぶせ
作詞・作曲：荒井由実／編曲：渡辺茂樹

### 78-83 ぼくらのベスト2 石川ひとみ CD-BOX DISC7
1. パリからの便り
2. その朝二人は…　Ma leçon d'amour
3. 彼女はモデラート
4. 秋の行方
5. ひとりじめ
6. 君は輝いて天使にみえた
7. モナムール・モナミ　Masculin Singulier
8. 恋人失踪事件　Sois heureuse Rose
9. 心あずけて
10. あなたの天使
11. 守ってあげたい
12. まちぶせ

## 楽譜写真集
本アルバムの発売と同時に、渡辺音楽出版より楽譜写真集『Je t'aime』が発売された。石川の写真、インタビュー、1982年6月時点までのディスコグラフィー、楽譜（メロディー部分のみ）が掲載されている。

### 楽譜掲載曲
（本アルバム収録10曲）
- まちぶせ
- セシルの部屋
- 三枚の写真
- マリンブルーに溶けないで
- マリー
- 夕暮れて
- Blue Dancing
- 海のようなやさしさで
- ショップ アラウンド
- くるみ割り人形